# The Silent Force
The Silent Force — третій студійний альбом нідерландського симфо-метал гурту Within Temptation, що вийшов 15 листопада 2004 року на лейблі GUN Records.

## Про альбом
Альбом вийшов у трьох версіях: базова версія у звичайній коробці і без буклету; стандартна у звичайній коробці, але з 8-сторінковим буклетом; а також преміум-версія — діджіпак з додатковими матеріалами і двома бонус-треками.
Через тиждень після випуску альбом став золотим в Нідерландах, Бельгії та Фінляндії.
5 серпня 2008 року The Silent Force разом з Mother Earth вийшов у США на лейблі Roadrunner Records.

## Список композицій
| #   | Назва                         | Автор слів                         | Автор музики            | Тривалість |
| --- | ----------------------------- | ---------------------------------- | ----------------------- | ---------- |
| 1.  | «Intro»                       |                                    | Мартейн Спиренбюрг      | 1:58       |
| 2.  | «See Who I Am»                | Шарон ден Адель, Robert Westerholt | Спиренбюрг              | 4:52       |
| 3.  | «Jillian (I'd Give My Heart)» | ден Адель, Westerholt              | Спиренбюрг              | 4:47       |
| 4.  | «Stand My Ground»             | ден Адель, Westerholt              | Daniel Gibson, Han'some | 4:26       |
| 5.  | «Pale»                        | ден Адель, Westerholt              | Westerholt              | 4:28       |
| 6.  | «Forsaken»                    | ден Адель, Westerholt              | Westerholt, ден Адель   | 4:54       |
| 7.  | «Angels»                      | ден Адель, Westerholt              | Спиренбюрг, ден Адель   | 4:00       |
| 8.  | «Memories»                    | ден Адель, Westerholt              | ден Адель, Спиренбюрг   | 3:51       |
| 9.  | «Aquarius»                    | ден Адель, Westerholt              | Gibson, Han'some        | 4:47       |
| 10. | «It's the Fear»               | ден Адель                          | Westerholt              | 4:07       |
| 11. | «Somewhere»                   | ден Адель, Westerholt              | ден Адель               | 4:14       |

### Бонусні треки
| Спеціальне видання | Спеціальне видання | Спеціальне видання    | Спеціальне видання | Спеціальне видання |
| #                  | Назва              | Автор слів            | Автор музики       | Тривалість         |
| ------------------ | ------------------ | --------------------- | ------------------ | ------------------ |
| 12.                | «A Dangerous Mind» | ден Адель, Westerholt | Gibson, Han'some   | 4:17               |
| 13.                | «The Swan Song»    | ден Адель, Westerholt | Gibson, Спиренбюрг | 3:58               |

| Видання для Нідерландів/Австралії/Японії | Видання для Нідерландів/Австралії/Японії | Видання для Нідерландів/Австралії/Японії | Видання для Нідерландів/Австралії/Японії | Видання для Нідерландів/Австралії/Японії |
| #                                        | Назва                                    | Автор слів                               | Автор музики                             | Тривалість                               |
| ---------------------------------------- | ---------------------------------------- | ---------------------------------------- | ---------------------------------------- | ---------------------------------------- |
| 12.                                      | «Destroyed» (demo version)               | ден Адель                                | Westerholt                               | 4:52                                     |
| 13.                                      | «Jane Doe»                               | ден Адель, Westerholt                    | Westerholt, Guus Eikens                  | 4:30                                     |

| Видання для США | Видання для США                 | Видання для США       | Видання для США | Видання для США |
| #               | Назва                           | Автор слів            | Автор музики    | Тривалість      |
| --------------- | ------------------------------- | --------------------- | --------------- | --------------- |
| 12.             | «Destroyed» (demo version)      |                       |                 | 4:52            |
| 13.             | «Jane Doe»                      |                       |                 | 4:30            |
| 14.             | «Say My Name»                   | ден Адель, Westerholt | Спиренбюрг      | 4:04            |
| 15.             | «The Promise» (live in Tilburg) |                       |                 | 8:00            |
| 16.             | «Stand My Ground» (acoustic)    |                       |                 | 3:43            |
| 17.             | «Angels» (live in Tilburg)      |                       |                 | 4:05            |

### Обмежене видання (медіа-дані)
| #  | Назва                           | Тривалість |
| -- | ------------------------------- | ---------- |
| 1. | «Stand My Ground»               |            |
| 2. | «Angels»                        |            |
| 3. | «Photo gallery»                 |            |
| 4. | «The Making of Stand My Ground» |            |
| 5. | «Screen saver»                  |            |

## Чарти

### Найвищі позиції
| Чарт                        | Найвища позиція |
| --------------------------- | --------------- |
| Austrian Albums Chart       | 12              |
| Belgian Ultratop (Flanders) | 4               |
| Belgian Ultratop (Wallonia) | 53              |
| Dutch Albums Chart          | 1               |
| Finnish Albums Chart        | 3               |
| French Albums Chart         | 34              |
| German Albums Chart         | 5               |
| Norwegian Albums Chart      | 30              |
| Portuguese Albums Chart     | 17              |
| Spanish Albums Chart        | 26              |
| Swedish Albums Chart        | 28              |
| Swiss Top 100 Albums        | 22              |
| UK Albums                   | 90              |

### Продаж та сертифікати
| Країна     | Статус  | Тираж     |
| ---------- | ------- | --------- |
| Німеччина  | Платина | 200 000 + |
| Фінляндія  | Платина | 200 000 + |
| Бельгія    | Платина | 100 000 + |
| Нідерланди | Платина | 300 000 + |
| Греція     | Платина | 50 000 +  |
| Португалія | Платина | 50 000 +  |
| Іспанія    | Золото  | 20 000 +  |
| Швеція     | Платина | 70 000 +  |
| Швейцарія  | Платина | 50 000 +  |

## Учасники запису

### Особистий склад
- Шарон ден Адель — вокал
- Роберт Вестерхолт — гітара
- Рюд Йолі — гітара
- Мартейн Спиренбюрг — клавішні
- Йерун ван Він — бас-гітара
- Стефен ван Хастрегт — ударні

### Запрошені музиканти
- Ісаак Мюллер, Siard де Йонг — кельтські інструменти
- Ego Works Session Orchestra, диригент Felix Korobov
- Хор, диригент Konstantin Majorov

### Виробництво
- Деніел Гібсон — продюсер
- Стефан Хелблад — інженер
- Стефан Глауман, Хокан Фредрікссон — мікшування
- Бьорн Енджелманн — мастеринг